# Puchar Challenge siatkarek (2008/2009)
Puchar Challenge siatkarek 2008/2009 – 2. sezon turnieju rozgrywanego od 2007 roku, organizowanego przez Europejską Konfederację Piłki Siatkowej (CEV) w ramach europejskich pucharów dla żeńskich klubowych zespołów siatkarskich "starego kontynentu".

## Drużyny uczestniczące
- Tirana Volejboll
- Rabitə Baku
- Igtisadchi Baku
- Azerrail Baku (CEV)
- Jedinstvo Brčko
- Imzit Dobrinja Sarajewo
- Datovoc Tongeren (CEV)
- Asterix Kieldrecht (CEV)
- CSKA Sofia
- Dresdner SC
- Konecranes Hämeenlinna
- Viesti Salo
- Istres Ouest Provence
- USSP Albi (CEV)
- Rocheville Le Cannet (CEV)
- A.O. Markopoulo
- Olympiakos Pireus
- Panathinaikos Ateny (CEV)
- Monte Schiavo Jesi
- ŽOK Vukovar
- Pivovara Osijek (CEV)
- OTP Banka Pula (CEV)
- Forza Skopje
- Luka Bar
- Heutink-Pollux Oldenzaal
- Fabasoft Linz-Steg
- Sparkasse Klagenfurt (CEV)
- CS Madeira (CEV)
- Unic LPS Piatra Neamț
- Dinamo Bukareszt (CEV)
- CSU Târgu Mureș
- Leningradka Sankt Petersburg
- Troon Prestwick & Ayr
- Radnički NIS Petrol Belgrad
- Slávia UK Bratysława (CEV)
- Doprastav Bratysława (CEV)
- Nova KBM Branik Maribor
- Hit Nova Gorica
- TPV Novo Mesto
- Universidad de Burgos
- CV Albacete (CEV)
- VK Královo Pole Brno
- SK UP Ołomuniec
- Siewierodonczanka Siewierodonieck
- Zlatogor Zolotonosha Czerkassy
- Kruh Czerkasy (CEV)
- Vasas SC
- Betonut-NRK Nyíregyháza
- Minchanka Mińsk
- Kommunalnik Mogilev
- Anorthosis Famagusta
- AEK Larnaca (CEV)
- AEL Limassol
- DYO Karşıyaka İzmir

## Rozgrywki

### I runda
| Data       | Drużyna 1               | Wynik | Drużyna 2            | Sety                              |
| ---------- | ----------------------- | ----- | -------------------- | --------------------------------- |
| 11.10.2008 | Luka Bar                | 0:3   | Jedinstvo Brčko      | 16:25, 9:25, 19:25                |
| 19.10.2008 | Luka Bar                | 0:3   | Jedinstvo Brčko      | 11:25, 13:25, 10:25               |
| 11.10.2008 | Konecranes Hämeenlinna  | 1:3   | CSKA Sofia           | 23:25, 25:21, 20:25, 18:25        |
| 18.10.2008 | Konecranes Hämeenlinna  | 1:3   | CSKA Sofia           | 25:23, 18:25, 15:25, 22:25        |
| 12.10.2008 | A.O. Markopoulo         | 3:0   | Anorthosis Famagusta | 26:24, 25:23, 25:8                |
| 19.10.2008 | A.O. Markopoulo         | 3:2   | Anorthosis Famagusta | 25:18, 25:22, 22:25, 21:25, 15:11 |
| 11.10.2008 | CSU Târgu Mureș         | 3:2   | Minchanka Mińsk      | 15:25, 25:23, 23:25, 25:22 15:10  |
| 18.10.2008 | CSU Târgu Mureș         | 3:0   | Minchanka Mińsk      | 25:23, 25:22, 25:20               |
| 11.10.2008 | Královo Pole Brno       | 3:1   | SK UP Ołomuniec      | 29:27, 20:25, 25:18, 25:20        |
| 17.10.2008 | Královo Pole Brno       | 3:0   | SK UP Ołomuniec      | 25:23, 25:20, 25:17               |
| 12.10.2008 | Nova KBM Branik Maribor | 0:3   | Dresdner SC          | 21:25, 26:28, 15:25               |
| 18.10.2008 | Nova KBM Branik Maribor | 0:3   | Dresdner SC          | 20:25, 14:25, 22:25               |

### II runda
| Data       | Drużyna 1                         | Wynik | Drużyna 2                      | Sety                              |
| ---------- | --------------------------------- | ----- | ------------------------------ | --------------------------------- |
| 05.11.2008 | Vini Monteschiavo Jesi            | 3:0   | Jedinstvo Brčko                | 25:13, 25:16, 25:16               |
| 12.11.2008 | Vini Monteschiavo Jesi            | 3:0   | Jedinstvo Brčko                | 25:13, 25:14, 25:8                |
| 06.11.2008 | CSKA Sofia                        | 2:3   | Kommunalnik Mogilev            | 17:25, 25:18, 25:19, 20:25, 10:15 |
| 12.11.2008 | CSKA Sofia                        | 1:3   | Kommunalnik Mogilev            | 17:25, 9:25, 25:21, 25:27         |
| 04.11.2008 | AEK Larnaca                       | 0:3   | Unic LPS Piatra Neamț          | 21:25, 13:25, 23:25               |
| 11.11.2008 | AEK Larnaca                       | 0:3   | Unic LPS Piatra Neamț          | 18:25, 24:26, 14:25               |
| 06.11.2008 | Siewierodonczanka Siewierodonieck | 3:0   | Olympiakos Pireus              | 26:24, 25:19, 25:15               |
| 13.11.2008 | Siewierodonczanka Siewierodonieck | 2:3   | Olympiakos Pireus              | 21:25, 19:25, 25:15, 26:24 13:15  |
| 05.11.2008 | ŽOK Vukovar                       | 3:1   | Imzit Dobrinja Sarajewo        | 25:14, 25:15, 19:25, 25:21        |
| 13.11.2008 | ŽOK Vukovar                       | 3:1   | Imzit Dobrinja Sarajewo        | 25:22, 25:19, 22:25, 25:11        |
| 05.11.2008 | Fabasoft Linz-Steg                | 3:1   | TPV Novo Mesto                 | 23:25, 25:22, 25:15, 25:8         |
| 12.11.2008 | Fabasoft Linz-Steg                | 3:0   | TPV Novo Mesto                 | 25:15, 25:14, 26:24               |
| 05.11.2008 | A.O. Markopoulo                   | 3:0   | Radnički NIS Petrol Belgrad    | 25:16, 25:20, 25:23               |
| 12.11.2008 | A.O. Markopoulo                   | 3:0   | Radnički NIS Petrol Belgrad    | 25:15, 25:23, 25:15               |
| 04.11.2008 | Universidad de Burgos             | 3:0   | Troon VC                       | 25:8, 25:10, 25:9                 |
| 12.11.2008 | Universidad de Burgos             | 3:0   | Troon VC                       | 25:9, 25:7, 25:6                  |
| 04.11.2008 | Forza Skopje                      | 1:3   | Leningradka St. Petersburg     | 16:25, 26:24, 14:25, 13:25        |
| 12.11.2008 | Forza Skopje                      | 0:3   | Leningradka St. Petersburg     | 14:25, 14:25, 18:25               |
| 05.11.2008 | Igtisadchi Baku                   | 0:3   | AEL Limassol                   | walkower                          |
| 12.11.2008 | Igtisadchi Baku                   | 0:3   | AEL Limassol                   | walkower                          |
| 06.11.2008 | CSU Târgu Mureș                   | 3:0   | Zlatogor Zolotonosha Czerkassy | 25:12, 25:15, 25:21               |
| 11.11.2008 | CSU Târgu Mureș                   | 1:3   | Zlatogor Zolotonosha Czerkassy | 25:21, 22:25, 25:27, 22:25        |
| 05.11.2008 | Istres Ouest Provence             | 3:1   | Královo Pole Brno              | 25:18, 30:28, 24:26, 28:26        |
| 13.11.2008 | Istres Ouest Provence             | 2:3   | Královo Pole Brno              | 25:20, 19:25, 27:25, 23:25, 15:17 |
| 05.11.2008 | Hit Nova Gorica                   | 3:0   | Tirana VB                      | 25:20, 25:11, 25:15               |
| 12.11.2008 | Hit Nova Gorica                   | 3:0   | Tirana VB                      | 25:19, 25:22, 25:18               |
| 05.11.2008 | Vasas Budapeszt                   | 1:3   | Betonut-NRK Nyíregyháza        | 24:26, 25:20, 21:25, 18:25        |
| 12.11.2008 | Vasas Budapeszt                   | 3:2   | Betonut-NRK Nyíregyháza        | 25:17, 20:25, 18:25, 25:20, 15:10 |
| 05.11.2008 | Viesti Salo                       | 3:2   | Rabita Baku                    | 22:25, 24:26, 26:24, 25:18, 15:11 |
| 13.11.2008 | Viesti Salo                       | 0:3   | Rabita Baku                    | 21:25, 19:25, 20:25               |
| 05.11.2008 | Heutink-Pollux Oldenzaal          | 3:2   | Dresdner SC                    | 22:25, 30:28, 20:25, 25:19, 18:16 |
| 12.11.2008 | Heutink-Pollux Oldenzaal          | 0:3   | Dresdner SC                    | 15:25, 17:25, 21:25               |

### 1/16 finału
| Data       | Drużyna 1            | Wynik | Drużyna 2                         | Sety                              |
| ---------- | -------------------- | ----- | --------------------------------- | --------------------------------- |
| 10.12.2008 | Slávia UK Bratysława | 0:3   | Vini Monteschiavo Jesi            | 17:25, 9:25, 17:25                |
| 17.12.2008 | Slávia UK Bratysława | 0:3   | Vini Monteschiavo Jesi            | 12:25, 20:25, 14:25               |
| 10.12.2008 | Dinamo Bukareszt     | 3:1   | Kommunalnik Mogilev               | 19:25, 25:22, 25:22, 25:22        |
| 17.12.2008 | Dinamo Bukareszt     | 1:3   | Kommunalnik Mogilev               | 23:25, 25:22, 17:25, 18:25        |
| 10.12.2008 | USSP Albi            | 3:0   | Unic LPS Piatra Neamț             | 25:23, 25:23, 25:17               |
| 17.12.2008 | USSP Albi            | 1:3   | Unic LPS Piatra Neamț             | 23:25, 25:23, 20:25, 21:25        |
| 10.12.2008 | Datovoc Tongeren     | 0:3   | Siewierodonczanka Siewierodonieck | walkower                          |
| 17.12.2008 | Datovoc Tongeren     | 0:3   | Siewierodonczanka Siewierodonieck | walkower                          |
| 10.12.2008 | Panathinaikos Ateny  | 3:0   | ŽOK Vukovar                       | 25:20, 25:16, 25:19               |
| 17.12.2008 | Panathinaikos Ateny  | 3:0   | ŽOK Vukovar                       | 25:18, 25:18, 25:19               |
| 10.12.2008 | Pivovara Osijek      | 1:3   | Fabasoft Linz-Steg                | 25:16, 19:25, 24:26, 21:25        |
| 16.12.2008 | Pivovara Osijek      | 2:3   | Fabasoft Linz-Steg                | 25:23, 25:19, 19:25, 15:25, 3:15  |
| 11.12.2008 | Sparkasse Klagenfurt | 0:3   | A.O. Markopoulo                   | 13:25, 12:25, 17:25               |
| 17.12.2008 | Sparkasse Klagenfurt | 1:3   | A.O. Markopoulo                   | 23:25, 25:20, 13:25, 19:25        |
| 10.12.2008 | CS Madeira           | 2:3   | Universidad de Burgos             | 25:19, 24:26, 25:19, 19:25, 12:15 |
| 16.12.2008 | CS Madeira           | 0:3   | Universidad de Burgos             | 17:25, 19:25, 15:25               |
| 09.12.2008 | Asterix Kieldrecht   | 0:3   | Leningradka St. Petersburg        | 17:25, 23:25, 19:25               |
| 17.12.2008 | Asterix Kieldrecht   | 1:3   | Leningradka St. Petersburg        | 22:25, 19:25, 27:25, 16:25        |
| 10.12.2008 | Kruh Czerkasy        | 3:0   | AEL Limassol                      | walkower                          |
| 17.12.2008 | Kruh Czerkasy        | 3:0   | AEL Limassol                      | walkower                          |
| 09.12.2008 | Rocheville Le Cannet | 3:1   | CSU Târgu Mureș                   | 18:25, 27:25, 25:12, 25:16        |
| 16.12.2008 | Rocheville Le Cannet | 2:3   | CSU Târgu Mureș                   | 16:25, 25:20, 20:25, 25:20, 12:15 |
| 11.12.2008 | Doprastav Bratysława | 1:3   | Istres Ouest Provence             | 25:18, 26:28, 19:25, 24:26        |
| 17.12.2008 | Doprastav Bratysława | 0:3   | Istres Ouest Provence             | 22:25, 24:26, 15:25               |
| 11.12.2008 | CV Albacete          | 3:2   | Hit Nova Gorica                   | 18:25, 19:25, 25:17, 25:22, 15:10 |
| 17.12.2008 | CV Albacete          | 3:2   | Hit Nova Gorica                   | 25:19, 25:21, 20:25, 22:25, 15:13 |
| 09.12.2008 | Azerrail Baku        | 3:2   | Betonut-NRK Nyíregyháza           | 22:25, 25:19, 16:25, 28:26, 15:12 |
| 18.12.2008 | Azerrail Baku        | 1:3   | Betonut-NRK Nyíregyháza           | 26:28, 25:23, 22:25, 16:25        |
| 10.12.2008 | DYO Karşıyaka İzmir  | 0:3   | Rabita Baku                       | walkower                          |
| 16.12.2008 | DYO Karşıyaka İzmir  | 0:3   | Rabita Baku                       | walkower                          |
| 10.12.2008 | OTP Banka Pula       | 0:3   | Dresdner SC                       | 12:25, 12:25, 16:25               |
| 17.12.2008 | OTP Banka Pula       | 0:3   | Dresdner SC                       | 11:25, 17:25, 16:25               |

### 1/8 finału
| Data       | Drużyna 1                  | Wynik | Drużyna 2                         | Sety                              |
| ---------- | -------------------------- | ----- | --------------------------------- | --------------------------------- |
| 14.01.2009 | Dinamo Bukareszt           | 0:3   | Vini Monteschiavo Jesi            | 28:30, 19:25, 21:25               |
| 21.01.2009 | Dinamo Bukareszt           | 0:3   | Vini Monteschiavo Jesi            | 21:25, 12:25, 19:25               |
| 14.01.2009 | USSP Albi                  | 3:0   | Siewierodonczanka Siewierodonieck | walkower                          |
| 21.01.2009 | USSP Albi                  | 3:0   | Siewierodonczanka Siewierodonieck | walkower                          |
| 14.01.2009 | Fabasoft Linz-Steg         | 0:3   | Panathinaikos Ateny               | 19:25, 19:25, 16:25               |
| 22.01.2009 | Fabasoft Linz-Steg         | 0:3   | Panathinaikos Ateny               | 13:25, 17:25, 17:25               |
| 14.01.2009 | A.O. Markopoulo            | 3:0   | Universidad de Burgos             | 27:25, 28:26, 25:21               |
| 21.01.2009 | A.O. Markopoulo            | 1:3   | Universidad de Burgos             | 15:25, 25:15, 15:25, 23:25        |
| 13.01.2009 | Leningradka St. Petersburg | 3:0   | AEL Limassol                      | 25:11, 25:19, 25:16               |
| 21.01.2009 | Leningradka St. Petersburg | 3:0   | AEL Limassol                      | 25:20, 25:20, 25:15               |
| 14.01.2009 | Istres Ouest Provence      | 3:2   | Rocheville Le Cannet              | 25:20, 25:21, 20:25, 9:25, 15:13  |
| 21.01.2009 | Istres Ouest Provence      | 0:3   | Rocheville Le Cannet              | 22:25, 23:25, 18:25               |
| 15.01.2009 | Betonut-NRK Nyíregyháza    | 2:3   | CV Albacete                       | 25:19, 24:26, 25:17, 23:25, 13:15 |
| 20.01.2009 | Betonut-NRK Nyíregyháza    | 1:3   | CV Albacete                       | 28:26, 20:25, 18:25, 18:25        |
| 14.01.2009 | Dresdner SC                | 3:1   | Rabita Baku                       | 25:22, 22:25, 25:22, 25:19        |
| 22.01.2009 | Dresdner SC                | 0:3   | Rabita Baku                       | 21:25, 14:25, 30:32               |

### 1/4 finału
| Data       | Drużyna 1                  | Wynik | Drużyna 2            | Sety                       |
| ---------- | -------------------------- | ----- | -------------------- | -------------------------- |
| 12.02.2009 | Vini Monteschiavo Jesi     | 3:0   | USSP Albi            | 25:14, 25:20, 25:19        |
| 18.02.2009 | Vini Monteschiavo Jesi     | 3:0   | USSP Albi            | 25:21, 25:19, 25:21        |
| 11.02.2009 | A.O. Markopoulo            | 1:3   | Panathinaikos Ateny  | 25:19, 17:25, 20:25, 20:25 |
| 18.02.2009 | A.O. Markopoulo            | 0:3   | Panathinaikos Ateny  | 19:25, 19:25, 21:25        |
| 11.02.2009 | Leningradka St. Petersburg | 3:0   | Rocheville Le Cannet | 25:11, 25:23, 25:18        |
| 17.02.2009 | Leningradka St. Petersburg | 1:3   | Rocheville Le Cannet | 25:17, 22:25, 22:25, 20:25 |
| 11.02.2009 | Rabita Baku                | 1:3   | CV Albacete          | 25:14, 23:25, 18:25, 18:25 |
| 18.02.2009 | Rabita Baku                | 1:3   | CV Albacete          | 23:25, 25:20, 20:25, 16:25 |

### Turniej finałowy
Jesi

#### Półfinał
| Data       | Drużyna 1                  | Wynik | Drużyna 2              | Sety                       |
| ---------- | -------------------------- | ----- | ---------------------- | -------------------------- |
| 14.03.2009 | Leningradka St. Petersburg | 1:3   | Vini Monteschiavo Jesi | 25:22, 22:25, 20:25, 25:27 |
| 14.03.2009 | CV Albacete                | 0:3   | Panathinaikos Ateny    | 15:25, 21:25, 20:25        |

#### Mecz o 3. miejsce
| Data       | Drużyna 1                  | Wynik | Drużyna 2   | Sety                             |
| ---------- | -------------------------- | ----- | ----------- | -------------------------------- |
| 15.03.2009 | Leningradka St. Petersburg | 3:2   | CV Albacete | 25:19, 22:25, 19:25, 25:19, 15:8 |

#### Finał
| Data       | Drużyna 1              | Wynik | Drużyna 2           | Sety                |
| ---------- | ---------------------- | ----- | ------------------- | ------------------- |
| 15.03.2009 | Vini Monteschiavo Jesi | 3:0   | Panathinaikos Ateny | 25:20, 25:20, 25:13 |

## Klasyfikacja końcowa
| Miejsce | Drużyna                      |
| ------- | ---------------------------- |
| złoto   | Monte Schiavo Jesi           |
| srebro  | Panathinaikos Ateny          |
| brąz    | Leningradka Sankt Petersburg |
| 4.      | CV Albacete                  |